# The Diary of Alicia Keys
The Diary of Alicia Keys – drugi studyjny album amerykańskiej piosenkarki Alicii Keys wydany 2 grudnia 2003 roku.

## Lista utworów
1. „Harlem’s Nocturne” (Alicia Keys) – 1:43
2. „Karma” (Kerry Brothers, Jr., Taneisha Smith, Alicia Keys) – 4:16
3. „Heartburn” (Alicia Keys, Tim Mosley, Walter Millsap III, Candice Nelson, Erika Rose) – 3:28
4. „If I Was Your Woman/Walk on By” 1 (Gloria Jones, Clarence McMurray, Pam Sawyer) – 3:06
5. „You Don’t Know My Name” ² (Alicia Keys, Kanye West, Harold Lilly, James Ralph Bailey, Melvin Kent, Ken Williams) – 6:06
6. „If I Ain’t Got You” (Alicia Keys) – 3:48
7. „Diary” (featuring Tony! Toni! Toné!) (Alicia Keys, Kerry Brothers, Jr.) – 4:44
8. „Dragon Days” (Alicia Keys) – 4:36
9. „Wake Up” (Alicia Keys, Kerry Brothers, Jr.) – 4:27
10. „So Simple” (featuring Lellow) (Alicia Keys, Harold Lilly, Andre Harris, Vidal Davis) – 3:49
11. „When You Really Love Someone” (Alicia Keys, Kerry Brothers, Jr.) – 4:09
12. „Feeling U, Feeling Me (Interlude)” (Alicia Keys) – 2:07
13. „Slow Down” (Alicia Keys, Lamont Green, Erika Rose) – 4:18
14. „Samsonite Man” (Alicia Keys, Erika Rose) – 4:12
15. „Nobody Not Really” (Alicia Keys, Taneisha Smith) – 2:56